# Mytilinidiales
Mytilinidiales är en ordning av svampar som beskrevs av Boehm, Schoch och Joseph W. Spatafora. Mytilinidiales ingår i klassen Dothideomycetes, divisionen sporsäcksvampar och riket svampar.
Kladogram enligt Dyntaxa:
| Mytilinidiales | \| \| Mytilinidiaceae \| \| \| \|        |
|                | \| \| Mytilinidiaceae \| \| \| \|        |
|                | Acrospermales                            |
|                |                                          |
|                | Botryosphaeriales                        |
|                |                                          |
|                | Capnodiales                              |
|                |                                          |
|                | Dothideales                              |
|                |                                          |
|                | Dothideomycetes, families incertae sedis |
|                |                                          |
|                | Hysteriales                              |
|                |                                          |
|                | Jahnulales                               |
|                |                                          |
|                | Myriangiales                             |
|                |                                          |
|                | Patellariales                            |
|                |                                          |
|                | Pleosporales                             |
|                |                                          |
|                | Mytilinidiaceae                          |
|                |                                          |

|  | Mytilinidiaceae |
|  |                 |

## Bildgalleri

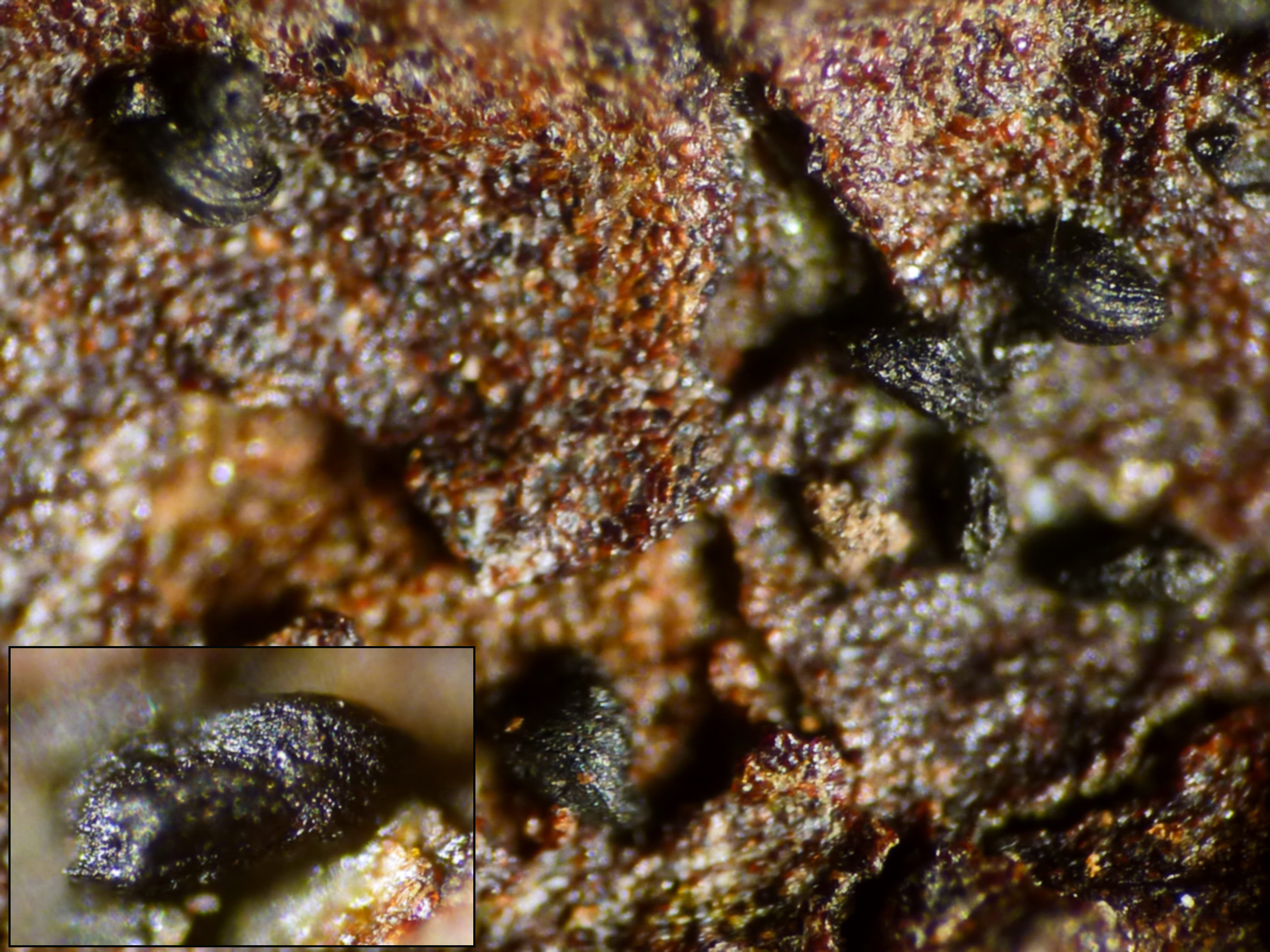